# La Salvación
La Salvación är en ort i Mexiko.   Den ligger i kommunen Guaymas och delstaten Sonora, i den nordvästra delen av landet, 1 500 km nordväst om huvudstaden Mexico City. La Salvación ligger 3 meter över havet och antalet invånare är 273.
Terrängen runt La Salvación är platt norrut, men söderut är den kuperad.  Närmaste större samhälle är Guaymas, 6,8 km söder om La Salvación. Omgivningarna runt La Salvación är i huvudsak ett öppet busklandskap.